# كتيبة البراء بن مالك
كتيبة البراء بن مالك (المعروفة أيضًا باسم لواء البراء بن مالك)، هي قوات إسلامية سودانية ظهرت ضمن شبكة معقدة من القوات والفصائل المسلحة في السودان، وتعمل ضمن حركات المقاومه الشعبية. وترتبط كتيبة البراء بن مالك بقوات الدفاع الشعبي، وهي مجموعة شبه عسكرية كانت نشطة في عهد نظام البشير، وتعرف حاليًا باسم كتائب الظل. وقد نشطت في دعم القوات المسلحة السودانية في معاركها المستمرة ضد قوات الدعم السريع.

## تاريخ
سُميت كتيبة البراء بن مالك على اسم مقاتل مسلم مشهور خلال الفتوحات الإسلامية المبكرة.
وقد عززت كتيبة البراء بن مالك والجماعات المسلحة المماثلة صفوف الجيش السوداني بشكل كبير. يعود انخراط الحركات الإسلامية في الجيش إلى التسعينيات عندما كانوا جزءًا من قوات الدفاع الشعبي، وهي مجموعة شبه عسكرية مرتبطة ارتباطًا وثيقًا بالجبهة الإسلامية الوطنية بزعامة حسن الترابي (حزب المؤتمر الوطني لاحقًا) وعمر البشير. وتم «أسلمة» الجيش في أوائل التسعينيات في ظل حكم البشير، وكثيراً ما تم عزل المعارضين المشتبه بهم أو إعدامهم.
وكانت قوات الدفاع الشعبي، التي قاتلت الجيش الشعبي لتحرير السودان في الحرب الأهلية السودانية الثانية، تعمل سراً منذ الإطاحة بالبشير حتى اندلاع الحرب في السودان في 15 أبريل 2023. ومنذ ذلك الحين، انضمت قوات الدفاع الشعبي والحركات الأسلاميه إلى جانب القوات المسلحة السودانية في قتالها ضد قوات الدعم السريع.
وتقوم كتيبة البراء بن مالك والحركة الإسلامية الأوسع بإعداد مقاتليها منذ عام 2019، ولها اتصالات مع بعض الضباط في المخابرات العسكرية السودانية. وتقاتل الجماعة بشكل نشط إلى جانب القوات المسلحة السودانية في معاركها المستمرة ضد قوات الدعم السريع منذ بدء الحرب في 15 أبريل 2023، وتكبدت العديد من الضحايا في مواقع مختلفة. ووقعت إحدى المعارك الأكثر دموية لمقاتلي البراء بن مالك داخل وحول الوحدات العسكرية في الخرطوم. وبحسب درج، فإن كتيبة البراء بن مالك لها تمثيل في فرقتين عسكريتين على الأقل، هما سلاح المدرعات والمشاة. كما أن لهم وجودًا في موقع ثالث، وهو قوات الاحتياطي المركزي، التي فرضت عليها الولايات المتحدة عقوبات بسبب مشاركتها في قمع المظاهرات السلمية.
وظهرت الكتيبة في العديد من مقاطع الفيديو التي تظهر مشاركتها الفعالة في هذه المعارك. المجموعة، بقيادة المصباح أبو زيد تروج لأيديولوجية إسلامية متشددة. وكان أبو زيد، الذي أصيب في القتال في الخرطوم، قد زاره عبد الفتاح البرهان، القائد العام للقوات المسلحة السودانية، في مستشفى في عطبرة. وتظهر مقاطع الفيديو المنتشرة على وسائل التواصل الاجتماعي أبو زيد وهو يردد شعارات متشددة ويدعو إلى «الجهاد» ضد قوات الدعم السريع. وكان قيادي آخر، هو أنس عمر، عضوًا بارزًا في حزب المؤتمر الوطني المنحل، وتم احتجازه من قبل قوات الدعم السريع في 16 مايو/أيار 2023. محمد الفضل عبد الواحد عثمان، قيادي آخر، سبق أن أقسم الولاء لتنظيم الدولة الإسلامية، وقُتل أثناء القتال في يونيو/حزيران 2023.
وفي اجتماع الجمعية العامة للأمم المتحدة، زعم قائد القوات الدعم السريع، حميدتي، أن الجيش يتلقى المساعدة في قتاله من تنظيم الدولة الإسلامية (داعش) وأنصار نظام البشير. وفي تطور حدث في مايو/أيار، اعتقلت قوات الدعم السريع عدداً من الأفراد، من بينهم محمد علي الجزولي، وهو من المؤيدين المعروفين لتنظيم داعش، والذي تعهد في السابق بقتال قوات الدعم السريع.
وفي 29 مارس، أكد قائد القوات المسلحة السودانية شمس الدين كباشي أن مجموعات مثل كتيبة البراء بن مالك "تحتاج إلى سيطرة أفضل". في 2 أبريل 2024، قُتل 15 شخصًا وأصيب أكثر من 50 آخرين بعد هجوم بطائرة بدون طيار في عطبرة استهدف مأدبة إفطار نظمتها كتيبة البراء الإسلامية. ولم تعلن قوات الدعم السريع بعد مسؤوليتها عن الهجوم الذي وقع على 300 كيلومتر (190 ميل) بعيدًا عن أقرب معسكر لها. وألمح مصطفى طمبور، زعيم حركة تحرير السودان (طمبور) المتحالفة مع القوات المسلحة السودانية، إلى تورط القوات المسلحة السودانية في الهجوم، حيث قال: «لا يمكن بأي حال من الأحوال أن تقودنا خلافاتنا الداخلية إلى أحداث مثل هذه التي وقعت اليوم في مدينة عطبرة التي قُتل فيها عدد من الأبطال، كان من الممكن أن يكونوا إضافة للقوات المسلحة وليسوا معارضين لها».

## مجموعات أخرى
كتيبة «البنيان المرصوص»، وهي وحدة كبيرة سابقة تابعة لقوات الدفاع الشعبي المنحلة، تقاتل الآن مع الجيش السوداني. وتضم هذه الكتيبة عناصر سابقين في جهاز المخابرات والأمن الوطني من عهد نظام البشير. وقد خضعت الكتيبة لتدريبات متقدمة على الأسلحة وتنتشر حاليًا في العديد من العواصم.
مجموعات أخرى مثل مجموعة «الأمن الشعبي» ومجموعة الشباب «غاضبون بلا حدود» وانضموا أيضًا إلى قوات الجيش. والأخيرة، المعروفة بمقاومتها ضد المجلس العسكري، لها أعضاء في مختلف وحدات الجيش ومعسكراته.
وبحسب الجزيرة العربية فإن الاستعدادات جارية للإعلان عن كتيبة جديدة «المطمورة»، في ولاية القضارف، إلى جانب مجموعات أخرى في محليات مختلفة. ويتم تدريب هذه المجموعات وتسليحها تحت إشراف السلطات الحكومية المحلية والقيادة العسكرية.
وتشهد عدة مدن في الشمال تشكيل فصائل مقاومة شعبية. وأعلنت حكومة ولاية الخرطوم مؤخرا عن بدء أنشطة اللجنة العليا للمقاومة الشعبية وفتحت باب التجنيد والتسليح في مناطق سيطرة الجيش. لكن ضابطاً في الجيش، لم يذكر اسمه، قال إن هذه المجموعات مسؤولة بشكل أساسي عن تأمين الأحياء والمواقع، وليس عن العمليات القتالية. وفي المقابل، أكد أحد عناصر المقاومة الشعبية مشاركته في العمليات القتالية.
وانتقد ضابط القوات المسلحة السابق فتحي أحمد، المقاومة الشعبية الحالية ووصفها بأنها فاشلة بسبب أساسها العرقي والجهوي، والتدريب غير الكافي، وخطط المعركة غير الفعالة.